# Saint-Paul-les-Fonts
Saint-Paul-les-Fonts (okzitanisch: Sent Pau dei Fònts) ist eine französische Gemeinde mit 1.047 Einwohnern (Stand: 1. Januar 2022) im Département Gard in der Region Okzitanien; sie gehört zum Arrondissement Nîmes und zum Kanton Roquemaure (bis 2015: Kanton Bagnols-sur-Cèze). 

## Geografie
Saint-Paul-les-Fonts liegt etwa 17 Kilometer westsüdwestlich von Orange. Umgeben wird Saint-Paul-les-Fonts von den Nachbargemeinden Connaux im Norden und Westen, Laudun im Norden und Nordosten, Saint-Victor-la-Coste im Osten sowie Pouzilhac im Süden und Südwesten.

## Bevölkerungsentwicklung
| Jahr                      | 1962 | 1968 | 1975 | 1982 | 1990 | 1999 | 2006 | 2014 |
| Einwohner                 | 288  | 324  | 344  | 403  | 534  | 610  | 695  | 1037 |
| Quelle: Cassini und INSEE |      |      |      |      |      |      |      |      |

## Sehenswürdigkeiten

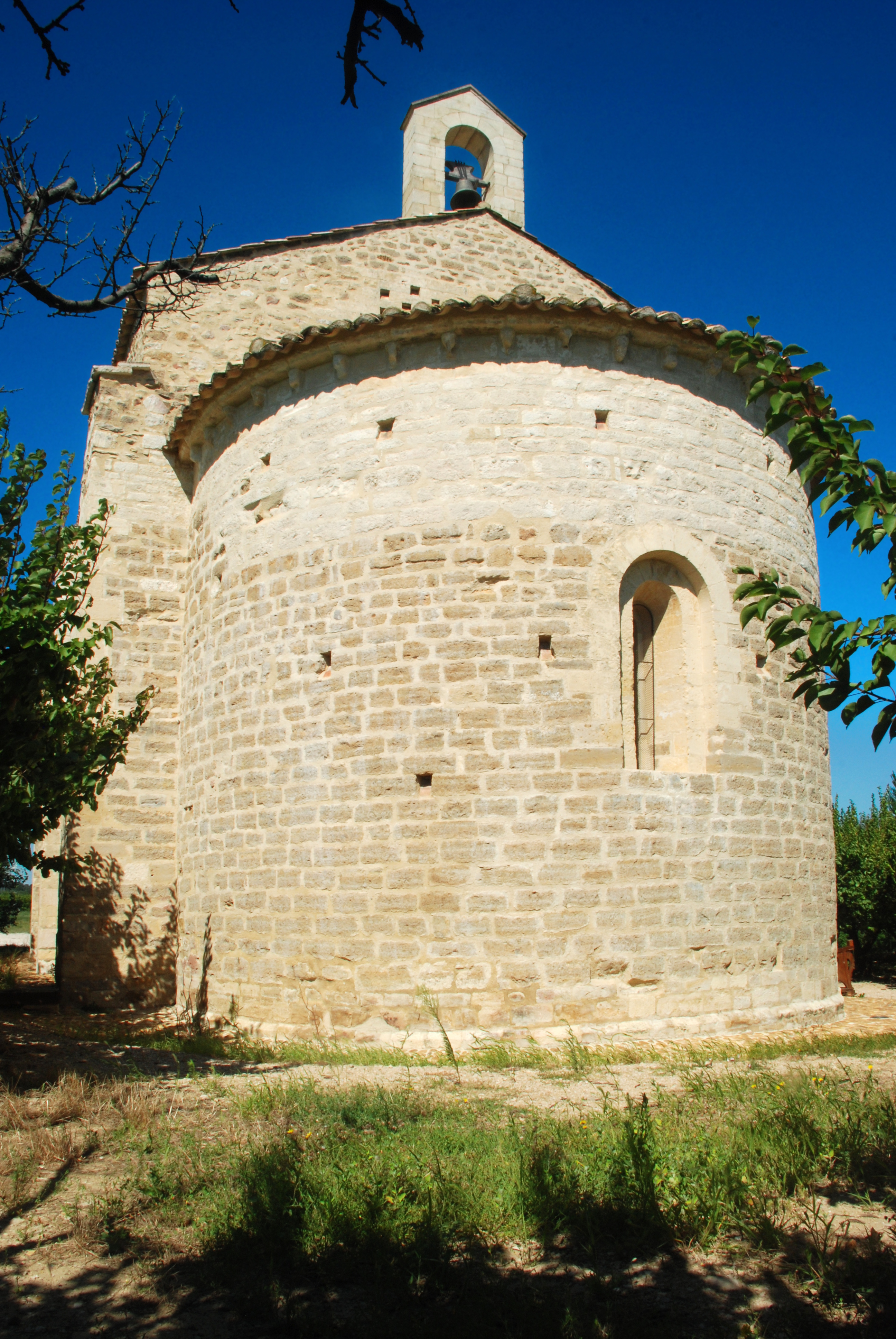
Kapelle Saint-André

- Kapelle Saint-André von Sévanes